# Milan Bagin
Milan Bagin (* 20. září 1961) je bývalý slovenský fotbalista, obránce.

## Fotbalová kariéra
Hrál za Inter Bratislava, Duklu Banská Bystrica a FK Púchov. V lize nastoupil ke 269 utkáním a dal 3 góly. Za dorosteneckou a juniorskou reprezentaci nastoupil ve 22 utkáních. V Poháru vítězů pohárů nastoupil ke 2 utkáním a v Poháru UEFA odehrál 6 utkání. Vítěz Slovenského a finalista Československého poháru 1988 a 1990.